# Neumarkter Lammsbräu
Neumarkter Lammsbräu jest niemieckim browarem zlokalizowanym w miejscowości Neumarkt w pobliżu Norymbergi. Funkcjonuje nieprzerwanie od 1628 roku. Browar posiada własną słodownię. Oprócz piwa Neumarkter Lammsbräu, produkuje również bezalkoholowe, ekologiczne napoje orzeźwiające.